# Ever After High
«Евер Афтер Хай» (англ. Ever After High, буквально «Казкова школа» або «Школа щасливого кінця») — мультфільм і серія ляльок компанії Mattel. У мультфільмі є школа, де як у «Монстер Хай» навчаються діти відомих персонажів, в цій серії — казкових героїв (Білосніжки, Попелюшки, Прекрасного Принца тощо). Всі учні поділяються на дві групи: Наступників (англ. Royal) — тих, хто хоче повторити долю своїх батьків, і Бунтарів (англ. Rebel) — вони хочуть самі написати свою долю.

## Сюжет
Ever After High — школа, розташована у вигаданому світі, де навчаються підлітки — нащадки таких казкових персонажів, як Капелюшник, Білосніжка, Снігова королева, Попелюшка, Златовласка, Спляча красуня та інших. Всі вони володіють чарівними здібностями.
Головна інтрига мультсеріалу носить філософський характер — герої поставлені перед вибором: жити за визначеною казкою долі або ж творити свою долю самостійно, але зіткнутися з труднощами. Крім того, перед ними стоїть вибір — або приєднатися до групи слухняних спадкоємців Royal, або бунтарів Rebel. Свій вибір можна зробити лише один раз.

## Створення
Надихнувшись успіхом Monster High, компанія Mattel оголосила про випуск нової лінійки ляльок Ever After High в липні 2013 року. На розробку франшизи Mattel витратила до 20 мільйонів доларів.
У червні 2014 року компанія Netflix повідомила, що займається створенням серії епізодів Ever After High у форматі вебсеріалу. За основу мультсеріалу Ever After High була взяті книга Шеннона Гейла «Щоденник легенд», сюжет якої присвячений пригодам ляльок у Казковій школі, а також серія книг відомої дитячої письменниці С'юзан Серфорс «Евер Афтер Хай: шкільні історії». Перші вебепізоди Ever After High стали доступні для перегляду з будь-якої платформи 6 лютого 2015 року.

## Персонажі
Основні персонажі поділяються на тих, хто задоволений своєю долею, визначеною канонічною казкою, та «бунтарів», які незадоволені своєю казковою роллю.

### Наступники
- Епл Вайт (англ. Apple White) — донька Білосніжки, неформальний лідер групи Наступників. Дуже добре ладить з усіма учнями школи, але наївна та інколи не може прийняти власне рішення. Постійно підкреслює, що була б рада стати наступною Білосніжкою. Епл має довге біляве волосся та зелені очі; її стиль — королівські вбрання.[5]
- Браєр Б'юті (англ. Briar Beauty) — донька Сплячої красуні. Вважає, що якщо їй і доведеться проспати сто років, то до цього потрібно як слід повеселитися, через що ніколи не упускає шансів. Інколи несподівано засинає, але уві сні чує все, що відбувається навколо. Улюблені кольори — чорний і рожевий. Шатенка з карими очима.[5]
- Ешлін Елла (англ. Ashlynn Ella) — донька Попелюшки. Обожнює туфлі та все, що з ними пов'язано. Її особлива здатність — вміння спілкуватися з тваринами. Зустрічається із Хантером Хантсманом. Руда, зеленоока.[6]
- Ліззі Хартс (англ. Lizzie Hearts) — донька Червоної Королеви з казки «Аліса в Країні Чудес». За характером — різка та галаслива (особливо полюбляє фразу «Голову геть!»), також не завжди ввічлива, але готова прийти на допомогу. В неї чорно-червоне волосся, темні очі та малюнок у вигляді серця на лівому оці.[5][7]
- Алістер Вандерленд (англ. Alistair Wonderland) — син Аліси з Країни Чудес. Майстер з розгадування загадок. Потай закоханий у Банні Бланк, але вважає, що та відноситься до нього лише як до друга. Білявий з блакитними очима.[5][8]
- Дачес Свон (англ. Daches Svon) — донька Принцеси-Лебідь. Чарівний талант Дачес — вона легко в будь-який момент може перетворитись в прекрасного лебедя, та граціозно танцювати по воді. Коли вона злиться її пір'я летять в різні сторони, і виглядає це просто жахливо. Улюблений урок Дачес — уроки танців. Вона має біле волосся з чорними пасмами та карі очі.[5]
- Декстер Чармінг (англ. Dekster Charming) — син короля Чармінга. Розумний, прекрасний та добрий — завжди готовий прийти на допомогу. Головна мрія Декстера –Рейвен, він по вуха закоханий в неї. Брюнет в окулярах та блакитними очима.[5][9]
- Блонді Локс (англ. Blondie Lockes) — донька Златовласки з казки «Goldilocks and the Three Bears». Вона має довге світле волосся та чуб, блакитні очі і носить сукні такого ж кольору. Вона і К'юпід — сусідки по кімнаті. Найкращі подруги — Епл Вайт та Браєр Б'юті. Магічна здатність — відкривати будь-який замок. У школі вона веде щоденне шоу MirrorCast і є капітаном дискусійної команди.[5]
- Банні Бланк (англ. Bunny Blanc) — донька Білого Кролика з казки «Алісині пригоди у Дивокраї». Вона має біляве волосся і спортивну пов'язка, на якій біло-рожеві вушка кролика. Її особлива здатність — перетворюватися в кролика. Іноді вона втрачає почуття напрямку. Їй подобається Алістер, хоча вона знаходить несамовитим те, що він відноситься до неї лише як до друга. Подруга дитинства — Ліззі Хартс, також донька героїні цієї казки. Її вебдебют відбувся в серії «Spring Unsprung», коли вона подорожує в Ever After High з Алістером, щоб допомогти знайти ліки для Країни Чудес.[5]
- Фейбель Торн (англ. Faybelle Thorn) — донька Темної Феї з казки «Спляча красуня». У неї світле волосся з блакитними пасмами. Як Наступник, вона обіймає свою роль лиходія і прагне бути Королевою фей та лиходіїв. Її особлива здатність — посилювання проклять. Її діяльність в школі включає в себе Чарлідінг та вечірки. Вона недолюблює Рейвен, тому що її мати — Зла Королева одного разу вторглася в країну матері Фейбель, де проживала Спляча красуня.[5]
- Холлі О'Хара (англ. Holly O'Hair) — донька Рапунцель і сестра-близнючка Поппі О'Хара. У неї довге світле волосся, яке може виступати в ролі міцної мотузки, навіть коли його підстригають. Холлі чудово пише свої розповіді і фанфіки і навіть змогла знайти собі літературного агента.[10]
- Джастін Дансер (англ. Justine Dancer) — донька 12-ї принцеси з казки «Стоптані черевички». У неї довге темне кучеряве волосся, блакитні очі і темний колір обличчя. Вона хоче відкрити власну танцювальну студію, знімати шоу та музичні кліпи.[11] Голос - Бреша Вебб.
- Мішелл Мермейд (англ. Meeshell Mermaid) — донька королеви Перл (Русалоньки) та короля Філліпа з казки «Русалонька». У неї темно-коралово-рожеве волосся, вона носить блакитний і рожевий одяг. Їй не вистачає впевненості на суші, але у воді вона відчуває себе набагато впевненіше. Вона захоплюється музикою і любить співати, але, як вона сама стверджує, це не справа всього її життя, а лише хобі.[12]
- Фарра Гудфейрі (англ. Farrah Goodfairy) — донька Хрещеної феї з казки «Попелюшка». Вонаодна з головних модниць школи, учасниця команди Чарлідерів школи Довго і Щасливо. Найкраща подруга — Ешлін Елла.[13]

### Бунтарі
- Рейвен Квін (англ. Raven Queen) — донька Злої Королеви з казки про Білосніжку. Неформальний лідер групи Бунтарів. На відміну від своєї матері, зовсім не зла і не бажає ставати наступною Злою Королевою. Вміє чаклувати, але це вміння часто виходить їй боком. Любить грати на гітарі. В неї чорно-фіолетове волосся та світло фіолетові очі.[5]
- Маделін Геттер (англ. Madeline Hatter) — донька Божевільного Капелюшника з казки «Алісині пригоди в Дивокраї». «Найчудасніша» з усіх учнів: вміє спілкуватися з Оповідачами та розмовляти «мовою загадок». Обожнює чаювання та усе з цим пов'язане. Найкраща подруга Рейвен Квін. В неї бірюзово-лілове волосся та фіолетові очі.[5]
- Черіз Худ (англ. Cherise Hood) — донька Червоної Шапочки. Через те, що її батько — Злий Вовк, постійно приховує свої вовчі вуха під каптуром; окрім цього, дуже любить м'ясо та робиться «дикою», коли сердиться. Вміє дуже швидко бігати. Дещо замкнута через свій секрет, але непоганий товариш. В неї чорне волосся з сірими пасмами та блакитні (коли вона «дика» — жовті) очі.[5]
- Кедра Вудс (англ. Cedar Woods) — донька Піноккіо (фактично — дерев'яна лялька у натуральну величину). Добра та дружелюбна, але не слід ділитися з нею своїми таємницями, тому що вона зовсім не може казати неправду та приховувати секрети через свого батька. Мріє стати справжньою дівчиною. Кедра має «шкіру» коричневого кольору та темне волосся.[5]
- Гантер Гантсмен (англ. Hanter Hantsman) — син мисливця з казки «Білосніжка і сім гномів». Гантер вміє зцілювати тварин та допомагати їм в різних становищах. Також він може зробити будь-яку річ з підручних матеріалів за 10 секунд. Гантер відступник тому що кохає Ешлін Еллу, та таємно зустрічається з нею тому що не треба нікому знати про це, бо Ешлін королівської крові, а він звичайний хлопець, а його казка не дозволяє бути їм разом.[5][6]
- С. А. К'юпід (англ. C.A. Cupid) (повне ім'я Гарікло Аргафон К'юпід) — донька Ерота. У неї рожеве волосся і крила, вона носить з собою скрізь лук та стріли, хоча не є дуже хорошим стрілком. В той час як її стріли можуть допомогти людям закохатися, вона покладається на свою власну магію, щоб допомогти людям слухати їхні серця. Вона таємно закохана в Декстера Чармінга. К'юпід та Блонді Локс — сусідки по кімнаті. Вона на боці бунтарів, тому що кожен повинен бути в змозі слідувати своєму серцю. Служить в якості радника для своїх однокласників з питань романтики. Героїня також бере участь у щоденному Mirrorcast з Блонді Локс.[5]
- Дарлінг Чармінг (англ. Darling Charming) — донька короля Чармінга, сестра Декстера та Дерінга Чармінга. У неї світле волосся з блакитними пасмами. Вона носить синю сукню з ліфом, натхненним лицарськими обладунками. Магічна здатність — бачить все в уповільненому темпі, коли змахує волоссям. Вона прагне бути героїнею, а не дівчиною в біді.[5][9]
- Джинджер Бредгаус (англ. Ginger Breadhouse) — донька відьки з казки «Гензель і Гретель». Вона має рожеве волосся та круглі окуляри такого ж кольору. Їй не подобається її доля їсти людей і вона воліла б готувати для них, з прагненням стати кондитером з власним кулінарним шоу. Особлива здатність — додавати заклинання до їжі.
- Кетті Чешир (англ. Kitty Cheshire) — донька Чеширського Кота з казки «Алісині пригоди в Дивокраї». Вона має кучеряве фіолетове волосся, носить фіолетову сукню, і сумочку, стилізовану під посмішку кота. Особлива здатність — зникати і з'являтися без попередження.[5]
- Поппі О'Хара — (англ. Poppy O'Hair) — донька Рапунцель і сестра-близнючка Голлі О'Хара. У вільний від занять час, Поппі працює перукарем в салоні краси «Вежа» в селі Бук-енд. Поппі найкращий стиліст в Довго і Щасливо.[5][10]
- Розабелла Б'юті (англ. Rosabella Beauty) — донька Красуні і Чудовиська з однойменної казки. У Розабелли трохи смуглява шкіра та карі очі, вона світла шатенка з довгим в'юнким волоссям, яке має декілька малинових локонів. Вона носить окуляри. Особлива здатність — бачити людей такими, якими вони є насправді.[5]
- Кортлі Джестер (англ. Kortny Djuster) — донька Джокера з казки «Алісині пригоди в Дивокраї». Вперше з'явилася в 2015 році в спеціальній серії «Way Too Wonderland», де вона була президентом студентського корпусу Wonderland High. Кортлі поміщена у в'язницю після її махінацій, а пізніше з'являється у серії «Courtly Pleads Her Case», випущеній 15 жовтня, де глядачі могли проголосувати за її долю на вебсайті. Пізніше вона була додана на вебсайт разом з випуском ляльки.[14][15]
- Ніна Тамбелл (англ. Nina Thumbell) — донька Дюймовочки з однойменної казки. Є учасником команди Чарлідерів та екологом; піклується про навколишнє середовище та природу. Здатність — маніпуляція над ростом: вона може змінювати свій ріст від мініатюрного росту Дюймовочки до свого звичайного.[16][17]
- Мелоді Пайпер (англ. Melody Piper) — донька Гамельнського щуролова. У Мелоді біле волосся з фіолетовими пасмами, лілові очі та світла шкіра. Вона найкращий діджей школи Довго і Щасливо.[18][19]